# حشره‌خوار کور بزرگ
 حشره‌خوار کور بزرگ (نام علمی: Anourosorex schmidi) نام یک گونه از سرده حشره‌خوارهای کور است.